# Satz von Euler
Der Satz von Euler, auch als Satz von Euler-Fermat benannt nach Leonhard Euler und Pierre de Fermat, stellt eine Verallgemeinerung des kleinen fermatschen Satzes auf beliebige (nicht notwendigerweise prime) Moduli {\displaystyle n\in \mathbb {N} } dar.

## Aussage
Der Satz von Euler lautet: Für alle {\displaystyle a,n\in \mathbb {N} } mit {\displaystyle \operatorname {ggT} (a,n)=1} gilt
{\displaystyle a^{\varphi (n)}\equiv 1{\pmod {n}}}.
Dabei ist {\displaystyle \operatorname {ggT} } der größte gemeinsame Teiler der beiden natürlichen Zahlen {\displaystyle a} und {\displaystyle n}, und {\displaystyle \varphi (n)} die eulersche φ-Funktion, nämlich die Anzahl der zu {\displaystyle n} teilerfremden Reste modulo {\displaystyle n}.
Für prime Moduli {\displaystyle p} gilt {\displaystyle \varphi (p)=p-1}, also geht für sie der Satz von Euler in den kleinen Satz von Fermat über.

## Anwendungen
Der Satz von Euler dient der Reduktion großer Exponenten modulo {\displaystyle n}. Aus ihm folgt für ganze Zahlen {\displaystyle k}, dass {\displaystyle a^{x}\equiv a^{x+k\cdot \varphi (n)}{\pmod {n}}}. Praktische Anwendung findet er in dieser Eigenschaft in der computergestützten Kryptographie, beispielsweise im RSA-Verschlüsselungsverfahren.

### Beispiel
Was ist die letzte Ziffer im Dezimalsystem von 7222, also welche Dezimalziffer ist 7222 kongruent modulo 10?
Zunächst bemerken wir, dass ggT(7,10) = 1 und dass φ(10) = 4. Also liefert der Satz von Euler
{\displaystyle 7^{4}\equiv 1{\pmod {10}}}
und wir erhalten
{\displaystyle 7^{222}=7^{4\cdot 55+2}=(7^{4})^{55}\cdot 7^{2}\equiv 1^{55}\cdot 7^{2}{\pmod {10}}\equiv 49{\pmod {10}}\equiv 9{\pmod {10}}}.
Allgemein gilt:
{\displaystyle a^{b}\equiv a^{b{\bmod {\varphi }}(n)}{\pmod {n}}\qquad a,b,n\in \mathbb {N} \wedge \operatorname {ggT} (a,n)=1}

## Beweis des Satzes von Euler
Sei {\displaystyle (\mathbb {Z} /n\mathbb {Z} )^{\times }=\{r_{1},\dots ,r_{\varphi (n)}\}} die Menge der multiplikativ modulo {\displaystyle n} invertierbaren Elemente. Für jedes {\displaystyle a} mit {\displaystyle \operatorname {ggT} (a,n)=1} ist dann {\displaystyle x\mapsto ax} eine Permutation von {\displaystyle (\mathbb {Z} /n\mathbb {Z} )^{\times }}, denn aus {\displaystyle ax\equiv ay{\pmod {n}}} folgt {\displaystyle x\equiv y{\pmod {n}}}.
Weil die Multiplikation kommutativ ist, folgt
{\displaystyle r_{1}\cdots r_{\varphi (n)}\equiv (ar_{1})\cdots (ar_{\varphi (n)})\equiv r_{1}\cdots r_{\varphi (n)}a^{\varphi (n)}{\pmod {n}}},
und da die {\displaystyle r_{i}} invertierbar sind für alle {\displaystyle i}, gilt
{\displaystyle 1\equiv a^{\varphi (n)}{\pmod {n}}}.

## Alternativbeweis
Der Satz von Euler ist eine direkte Folgerung aus dem Satz von Lagrange aus der Gruppentheorie: In jeder Gruppe {\displaystyle G} mit endlicher Ordnung {\displaystyle m} ist die {\displaystyle m}-te Potenz jedes Elements das Einselement. Hier ist {\displaystyle G=\{1\leq a\leq n\mid \operatorname {ggT} (a,n)=1\}=(\mathbb {Z} /n\mathbb {Z} )^{\times }} also {\displaystyle |G|=\varphi (n)}, wobei die Operation von {\displaystyle G} die Multiplikation modulo {\displaystyle n} ist.